# Байкузиев, Джасур Тавбаевич
Джасур Тавбаевич Байкузиев (узб. Jasur Boyqo‘ziyev, род. 4 сентября 1986, Ангрен) — узбекистанский тхэквондист, выступающий в тяжёлой весовой категории. Победитель Азиатских игр 2014 года, чемпион Азии, серебряный призёр чемпионата мира 2015 года.

## Спортивная биография
Воспитанник ташкентской школы тхэквондо. На взрослых международных соревнованиях Байкузиев дебютировал на Универсиаде 2009 года в Белграде в категории до 78 кг, где уступил во втором раунде будущему бронзовому призёру южнокорейцу Пэк Сун Хону, представляя Узбекский Государственный Институт Физической Культуры. Также в 2009 году Джасур принял участие в первом для себя чемпионате мира, но был остановлен в 1/8 финала азербайджанцем Рашадом Ахмадовым.
С 2012 года перешёл в весовую категорию до 87 кг, и 12 марта этого же года выиграл открытое первенство Германии в Гамбурге. На чемпионате Азии в Хошимине остановился в шаге от золотой награды, уступив в финале хозяину соревнований Нгуен Чонг Кыонгу.
На чемпионате мира 2013 года в Пуэбле Джасур в 1/8 финала не смог побороть представителя Китая Ма Чжаоюна. Спустя год на домашнем чемпионате Азии в Ташкенте Байкузиев добился титула сильнейшего на континенте, в финале одолев иранца Юсефа Керами, и стал победителем Азиатских игр, проходивших в Инчхоне.
К чемпионату мира 2015 года в Челябинске Байкузиев рассматривался в числе главных фаворитов турнира, и Джасур, оправдав прогнозы, завоевал серебряную медаль, лишь в финальной схватке уступив Радику Исаеву.
Из-за ограниченных весовых категорий в тхэквондо, представленных в олимпийской программе, вес, в котором выступает Байкузиев, был объединён с супертяжёловесами. Таким образом, две первые строчки объединённого мирового рейтинга наивысшей весовой категории с отрывом возглавили два узбекистанских спортсмена —- сам Джасур и Дмитрий Шокин, что давало право обоим выступать на Олимпиаде, но из-за национального квотирования Узбекистану была предоставлена лишь одна олимпийская лицензия. Тренерский штаб национальной команды сделал выбор в пользу Шокина. Позже Байкузиев признавался, что согласен с таким тренерским решением.